# شيغر (بلتستان)
شيغر (بالأردية: شگر، بالإنجليزية: Shigar، بالفارسية: شگر) هي المقر الرئيسي للمنطقة التي تحمل اسمها في مقاطعة بلتستان بمنطقة غلغت بلتستان شمال باكستان. هي وجهة شهيرة للسياح والمتنزهين، وتضم العديد من المباني التاريخية ذات الأهمية المعمارية المرتبطة بمجتمعات مختلفة.

## التاريخ
وفقًا للتقاليد، وصل ابن شهاب الهمداني إلى شيغر في أواخر القرن الرابع عشر، وحول السكان المحليين إلى الإسلام. إلى يومنا هذا، توجد مساجد وخانقاهات تُنسب إليه في المنطقة. جاء مير شمس الدين العراقي (ت. 1525) إلى شيغر. في 1532، في عهد عبد الله خان، غزا سلطان سعيد خان (حاكم خانات يرقند) شيغار. كان آخر حاكم لشيغر هو حيدر خان.